# Ричмонд (Британская Колумбия)
Ри́чмонд (англ. Richmond,  /ˈrɪtʃmənd/) — город в регионе Лоуэр-Мейнленд канадской провинции Британская Колумбия, входит в агломерацию Большой Ванкувер. Является четвёртым по населённости городом провинции. Ричмонд граничит с городами Ванкувер и Бернаби на севере, Нью-Уэстминстер — на востоке, Делта — на юге. Западной границей Ричмонда является Пролив Джорджии. К Ричмонду относится Си-Айленд — место расположения Международного аэропорта Ванкувер.

## Демография
| Перепись 2006 года                                | Перепись 2006 года              | Население | % от общего населения |
| ------------------------------------------------- | ------------------------------- | --------- | --------------------- |
| Основные национальные меньшинства (ОНМ) Источник: | Китайцы                         | 75,725    | 43.6                  |
| Основные национальные меньшинства (ОНМ) Источник: | Южные Азиаты                    | 13,860    | 8                     |
| Основные национальные меньшинства (ОНМ) Источник: | Филиппинцы                      | 9,550     | 5.5                   |
| Основные национальные меньшинства (ОНМ) Источник: | Юго-Восточные Азиаты            | 1,480     | 0.9                   |
| Основные национальные меньшинства (ОНМ) Источник: | Чернокожие                      | 1,390     | 0.8                   |
| Основные национальные меньшинства (ОНМ) Источник: | Латиноамериканцы                | 1,260     | 0.7                   |
| Основные национальные меньшинства (ОНМ) Источник: | Другие                          | 9,690     | 5.6                   |
| Общее число представителей ОНМ                    | Общее число представителей ОНМ  | 112,955   | 65.1                  |
| Коренное население Источник:                      | Индейцы                         | 700       | 0.4                   |
| Коренное население Источник:                      | Метисы                          | 495       | 0.3                   |
| Коренное население Источник:                      | Инуиты                          | 10        | 0                     |
| Общее число коренного населения                   | Общее число коренного населения | 1,275     | 0.7                   |
| Европейские народы                                | Европейские народы              | 59,335    | 34.2                  |
| Общее число населения                             | Общее число населения           | 173,565   | 100                   |
| Прирост населения                                 |                                 |           |                       |
| Год                                               | Год                             | Население | % от общего населения |
| 1991                                              | 1991                            | 126624    | —                     |
| 1996                                              | 1996                            | 148867    | +17,6 %               |
| 2001                                              | 2001                            | 164354    | +10,4 %               |
| 2006                                              | 2006                            | 174461    | +6,2 %                |
| 2011                                              | 2011                            | 190473    | +9,2 %                |

## Правительство

### Преступность

#### Молодёжные банды
Начиная с 2007 в Ричмонде, как и других пригородах Ванкувера резко выросла активность молодёжных банд. Только в 2009 году по данным RCMP на этой почве было совершено более тридцати убийств. Банды ведут войну за прибыльный рынок синтетических наркотиков.

## Отдых и развлечения

### Телевидение
| Название                   | Сеть                                  | Тип              | Зона покрытия       | Язык                            |
| -------------------------- | ------------------------------------- | ---------------- | ------------------- | ------------------------------- |
| Global BC                  | Global Television Network             | Общенациональный | Большой Ванкувер    | Английский                      |
| CBC BC                     | Canadian Broadcasting Corporation     | Общенациональный | Большой Ванкувер    | Английский                      |
| SRC TBC                    | Canadian Broadcasting Corporation     | Общенациональный | Большой Ванкувер    | Французский                     |
| CTV 9                      | Bell Media                            | Общенациональный | Большой Ванкувер    | Английский                      |
| OMNI British Columbia      | Omni Television                       | Общенациональный | Большой Ванкувер    | Английский                      |
| Citytv                     | Rogers Media                          | Общенациональный | Большой Ванкувер    | Английский                      |
| Shaw Multicultural Channel | Shaw Communications                   | Мультикультурный | Большой Ванкувер    | Другие                          |
| Coast Cable 11             | Coast Cable Communications            | Общественный     | Британская Колумбия | Английский                      |
| Hansard TV                 | Правительство Британской Колумбии     | Политика         | Британская Колумбия | Английский                      |
| APTN West                  | Aboriginal Peoples Television Network | Аборигенный      | Британская Колумбия | Английский, Французский, Другие |
| APTN HD                    | Aboriginal Peoples Television Network | Аборигенный      | Канада              | Английский, Французский, Другие |
| ShopTV                     | Torstar Media Group Television        | Телемагазин      | Канада              | Английский                      |
| Shopping TVA               | Groupe TVA                            | Телемагазин      | Канада              | Французский                     |
| The Shopping Channel       | Rogers Media                          | Телемагазин      | Канада              | Английский                      |
| Tele-Achats                |                                       | Телемагазин      | Канада              | Французский                     |

### Голова Ленина
В конце 2009 года в Ричмонде появилась необычная скульптура: 17-метровая голова В. И. Ленина из нержавеющей стали, увенчанная карикатурной пародией на Мао Цзэдуна. По сообщениям прессы, это произведение современного искусства называется «Мисс Мао пытается балансировать на ленинской голове». Авторы — братья Гао из Китая.
Скульптура будет находиться в городе три года, после чего этот объект демонтируют.

## Спорт
- Олимпийский овал Ричмонда

## Международные отношения

### Города-побратимы
- Пьерфон, Канада (1968)
- Вакаяма, Япония (1973)

### Города-партнёры
- Сямынь, Китай (2008)
- Циндао, Китай (2008)

## Комментарии
1. ↑  Вариант «Аборигенный» — результат перевода слова «Aboriginal» через Google Translate.